# Гамбург-Центр
Гамбург-Центр  (нем. Hamburg-Mitte) — один из 7 районов города Гамбурга. 
Расположен на правом и левом берегах реки Эльба.
Район состоит из 19 городских частей (нем. Stadtteilen):
- Бильброк (Billbrook),
- Бильштед (Billstedt),
- Боргфельде (Borgfelde),
- Финкенвердер (Finkenwerder),
- Хафен-Сити (HafenCity),
- Гамбург-Альтштадт (Altstadt),
- Хамм (Hamm),
- Хаммерброк (Hammerbrook),
- Хорн (Horn),
- Кляйнер Грасброк (Kleiner Grasbrook),
- Гамбург-Нойштадт (Neustadt),
- Нойверк (Neuwerk),
- Ротенбургсорт (Rothenburgsort),
- Санкт-Георг (St. Georg),
- Санкт-Паули
- Штайнвердер (Steinwerder),
- Феддель (Veddel),
- Вальтерсхоф (Waltershof),
- Вильгельмсбург (Wilhelmsburg).